# Helictotrichon altius
Helictotrichon altius är en gräsart som först beskrevs av Albert Spear Hitchcock, och fick sitt nu gällande namn av Jisaburo Ohwi. Helictotrichon altius ingår i släktet Helictotrichon och familjen gräs. Inga underarter finns listade i Catalogue of Life.